# 동풍 (1973년 영화)
"동풍"은 1973년에 개봉한 대한민국의 영화이다.

## 캐스팅
- 신일룡
- 오지명
- 이대엽
- 윤소라
- 제임스 쿡
- 정일청